# Radio Valbelluna
Radio Valbelluna è un'emittente radiofonica con sede legale a Padova e studi a Noventa Padovana in Via Salata 58 e a Belluno.

## Storia
Emittente storicamente legata al territorio bellunese, fa parte del gruppo Sphera Holding, gruppo radiofonico attivo nel Triveneto.